# Pseudophyllus teter
Pseudophyllus teter är en insektsart som beskrevs av Walker, F. 1869. Pseudophyllus teter ingår i släktet Pseudophyllus och familjen vårtbitare. Inga underarter finns listade i Catalogue of Life.